# 파스칼의 내기

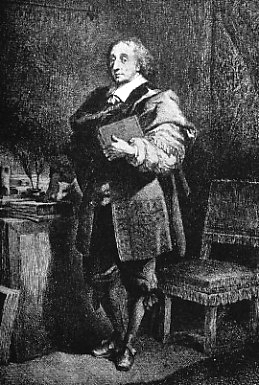
블레즈 파스칼은 만약 이성을 신뢰할 수 없다면, 신의 존재를 믿는 것은 그렇게 하지 않는 것보다 좋은「도박」이라고 주장했다.

파스칼의 내기(Pascal's wager)는 블레즈 파스칼이 주장한 기독교 변증론이다.

## 파스칼의 내기
파스칼의 내기는 다음과 같은 구조를 이루고 있다.
|                     | 신이 있을 경우                                                   | 신이 없을 경우               |
| 신을 믿을 경우      | 천국 (+∞)                                                        | (세속적인) 약간 손해         |
| 신을 믿지 않을 경우 | 지옥 (-∞)                                                        | 이득 없음 (대신 손해도 없음) |
| 결론                | (기댓값 관점에선) 신을 믿는 것이 신을 믿지 않는 것보다 이득이다. |                              |

## 파스칼의 내기의 한계
- 신이 존재한다는 증거를 제시하지 못한다.

파스칼의 내기는 경우의 수를 언급하며 각 상황에 따른 득실을 말하는 것일 뿐, 신이 존재한다는 명확한 증거를 제시하는 것은 아니다. 고로 파스칼의 내기는 신이 존재한다는 증거가 되지 못한다. 파스칼의 내기는 신을 믿는 사람이 자신을 합리화하는 수단에 지나지 않는다.
- 신의 속성을 하나로 단정하고 있다.

파스칼의 내기에서는 '자신을 믿는 자를 천국에 보내는 신'만을 가정하고 있다. 흔히 신을 인간의 시선으로 이해해서는 안된다고 한다. 즉, 신이 있다고 하더라도 그 신이 자신을 믿는 자를 천국에 보낸다고 단정지을 수 없다는 이야기다. '자신을 믿는 자를 천국에 보내는 신'을 가정한다면, 동시에 '자신을 믿는 자를 지옥에 보내는 신'과 '자신을 믿든 말든 관여하지 않는 신' 등을 함께 가정해야한다. '자신을 믿는 자를 천국에 보내는 신'만을 가정하는 것은, 상황을 유리하게 보고자 하는 생각일 뿐이다.
- 신이 있을 확률을 제시하지 못한다.

신이 있다는 근거를 제시하지 못하므로, 당연히 신이 있을 확률 역시 제시할 수 없다. 고로 파스칼의 내기에 따르는 것이 합리적인 선택일 수도 있지만, 지극히 미약한 가능성에 매달리는 행위가 될 수도 있다.
- 신앙을 수단화한다.

신이 있고 신이 인간의 아버지이기 때문에 믿고 따르는 것이 아니라, 내세의 행복을 위해서 신을 따르는 것이 된다. 신은, 특히 기독교의 신은 단지 자신을 믿는다는 이유로 천국에 보내주지는 않는다. 천국에 가기 위해 신을 믿는다 하더라도, 신이 천국에 보내줄 것이라고 단정할 수 없다.

## 같이 보기
- 결과에 호소
- 결정이론
- 결정론
- 운명론
- 게임 이론
- 예정설

### 주요 문헌
- (영어) Pascal's Pensees Part III — "The Necessity of the Wager" The wager argument itself is found in #233 (Trotter translation) 보관됨 2006-10-14 - 웨이백 머신.

표준 참고:
- (영어) Pascal's Wager in the Internet Encyclopedia of Philosophy
- (영어) Pascal's Wager in the Stanford Encyclopedia of Philosophy

### 개정
- (영어) Theistic Belief and Religious Uncertainty by Jeffrey Jordan

### 반대
- (영어) The End of Pascal's Wager: Only Nontheists Go to Heaven (2002) by Richard Carrier
- (영어) The Empty Wager 보관됨 2009-02-20 - 웨이백 머신 by Sam Harris
- (영어) The Rejection of Pascal's Wager (2010) by Paul Tobin
- (영어) Pascal's Wager: The Atheist's Wager